# 罗伯托·曼齐
罗伯托·曼齐（義大利語：Roberto Manzi，1959年3月21日—），意大利前男子击剑运动员。他曾代表意大利参加1984年夏季奥林匹克运动会击剑比赛，结果获得男子团体重剑铜牌。